# Ferdinand Keller (pintor)
Ferdinand Keller (Karlsruhe, 5 de agosto de 1842 - Baden-Baden, 8 de julho de 1922) foi um pintor alemão.

## Biografia
Fedinand Keller mostrava tendências artísticas desde a infância, desenhando esboços e estudos desde cedo. Aos vinte anos de idade estudou sob a tutela de Johann Wilhelm Schirmer na Academia de Belas Artes de Karlsruhe. De 1866 a 1868 ele viajou pela Europa, passando pela Suíça, França e Roma, onde conheceu o pintor, também alemão, Anselm Feuerbach.
Levou de volta para a Alemanha inúmeros estudos de paisagens e de formas humanas, que usou mais tarde para suas obras principais. No começo do século vinte ele começou a pintar temas mitológicos, inspirado pelo pintor Arnold Böcklin. Suas pinturas tinham uma grande representação de espíritos, seres fantásticos, menestréis e coisas muito comuns em livros de tema fantástico.

## Galeria

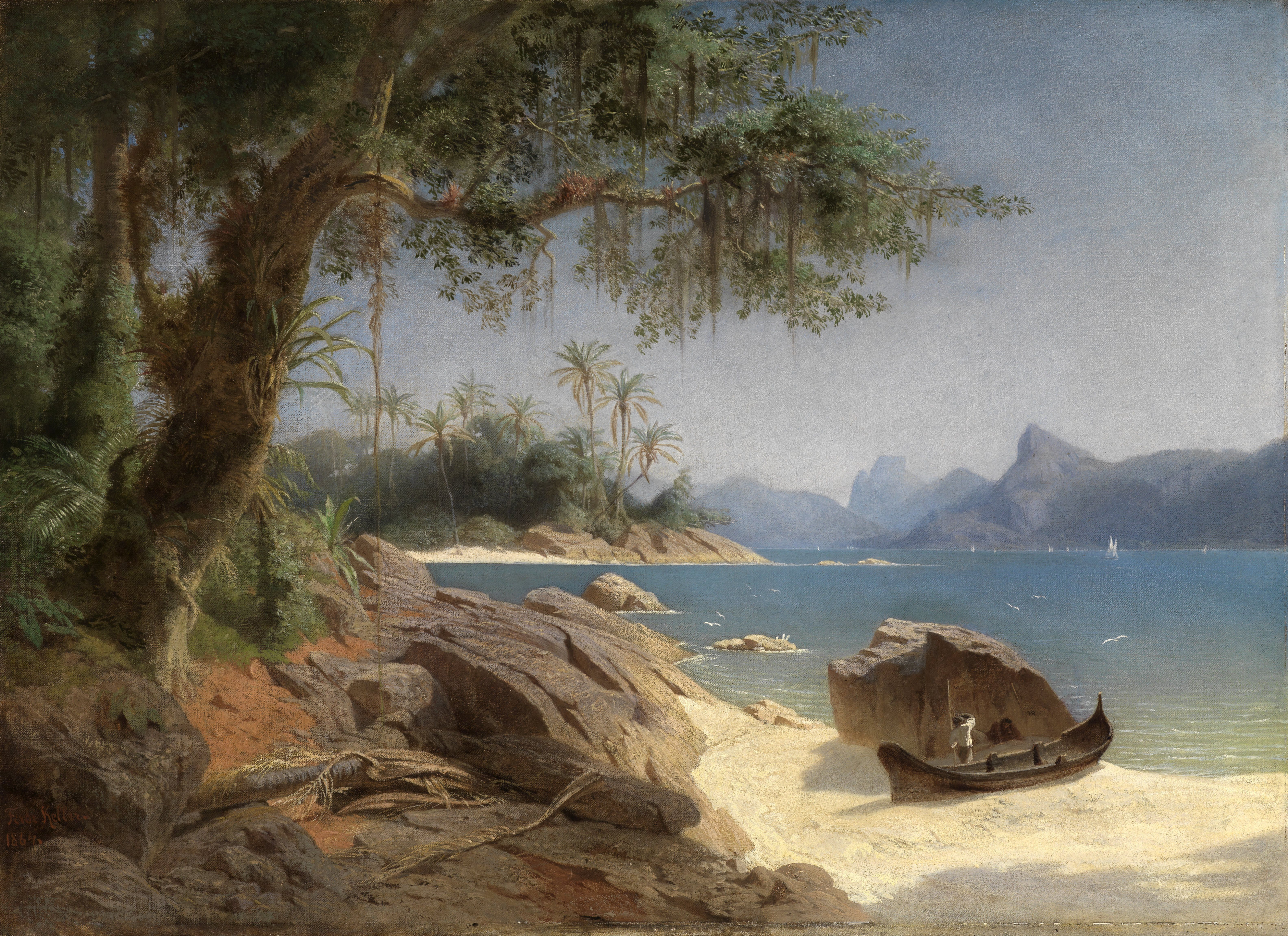
Küstenlandschaft bei Rio de Janeiro
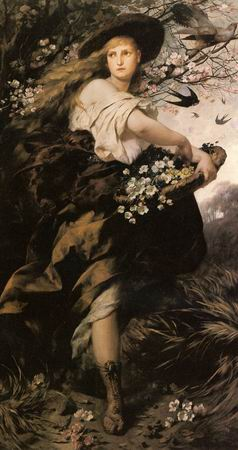
Flora. Pode se ver a grande representação da mitologia greco-romana do autor nessa pintura.